# Pan de codos
El pa de colzes (pronunciación en catalán: /pa.ðə.ˈkɔlzəs/), es una hogaza de pan típica de Cataluña, que recibe su nombre (colze es 'codo' en catalán) de la técnica empleada por el panadero para su formación: apretar con los codos.

## Elaboración
Lo que le da su nombre es la acción apretar la masa con los codos. Este gesto nos remite a épocas antiguas, en las que greñar el pan con cuchillas no estaba tan extendido como hoy día, y los panaderos buscaban maneras alternativas de formar las masas, bien sea con las manos, los antebrazos o los codos. Todavía hoy se pueden encontrar panaderías tradicionales en Asturias que preparan las hogazas con los brazos, o en el norte de Aragón el «pan de moños», cuya característica forma se forma presionando con el brazo.
Así como el pan de payés, el pan de codos es un pan «girado» (pa girat), en el sentido de que se les da la vuelta a las masas justo antes de meterlas en el horno. De esta manera, la masa no se greña y estalla durante la cocción. 